# Паттерсон, Карли
Карли Рэй Паттерсон (англ. Carly Rae Patterson, род. 4 февраля 1988 года в Батон-Руже, штат Луизиана, США) — американская гимнастка, олимпийская чемпионка в абсолютном первенстве 2004 года.
Гимнастикой начала заниматься с 6-летнего возраста. Тренировалась по 30 часов в неделю. Её коньком считаются вольные упражнения и упражнения на бревне. Стала чемпионкой на Олимпийский играх 2004 в личном многоборье.
После окончания спортивной карьеры пробует себя в качестве певицы.

## Личная жизнь
С 3 ноября 2012 года Карли замужем за консультантом по стратегиям Марком Колдуэллом, с которым она встречалась три года до их свадьбы. У супругов есть трое детей — сын Грэм Митчелл Колдуэлл (род. 10 октября 2017), дочь Эммалин Рэй Колдуэлл (род. 12 февраля 2019) и сын Пирсон Филип Колдуэлл (род. 15 февраля 2021). В 2016 году, до беременности своим сыном Грэмом с помощью ЭКО, Паттерсон перенесла выкидыш.

## Награды
- ЧМ 2003 в командном первенстве
- Серебряный призёр ЧМ 2003 в многоборье
- Дважды в 2004 побеждала на турнирах КМ на бревне и в вольных упражнениях
- Олимпийское золото в личном зачете на ОИ 2004
- Серебряный призёр в командном первенстве на ОИ 2004
- Серебряный призёр в дисциплине бревно на ОИ 2004
- Признана лучшей спортсменкой США 2004.